# Gaoligongshania
Gaoligongshania là một chi thực vật có hoa trong họ Hòa thảo (Poaceae).

## Loài
Chi Gaoligongshania gồm các loài: